# Winnsboro (Luisiana)
Winnsboro é uma cidade localizada no estado americano de Luisiana, na Paróquia de Franklin.

## Demografia
Segundo o censo americano de 2000, a sua população era de 5344 habitantes.
Em 2006, foi estimada uma população de 4987, um decréscimo de 357 (-6.7%).

## Geografia
De acordo com o United States Census Bureau tem uma área de
10,7 km², dos quais 10,5 km² cobertos por terra e 0,2 km² cobertos por água. Winnsboro localiza-se a aproximadamente 21 m acima do nível do mar.

## Localidades na vizinhança
O diagrama seguinte representa as localidades num raio de 36 km ao redor de Winnsboro.